# Harapan Jaya (Tempuling)
Harapan Jaya is een bestuurslaag in het regentschap Indragiri Hilir van de provincie Riau, Indonesië. Harapan Jaya telt 1807 inwoners (volkstelling 2010).